# Time!
『Time!』（タイム!）は障子久美4作目のシングル。1993年7月21日に、ビクターエンタテインメントから発売された。2020年9月2日にMEG-CDから再発売、同年10月14日に配信でも発売。本シングル収録の両曲ともにアルバム・ヴァージョンは、「SCOPE OF SOUL」に収録。

## 収録曲
1. Time!
2. 花のいろ
3. Time!（オリジナル・カラオケ）
4. 花のいろ（オリジナル・カラオケ）